# Chotýšany
Obec Chotýšany leží v okrese Benešov ve Středočeském kraji. Žije zde 674 obyvatel a její katastrální území má rozlohu 1397 ha. Součástí obce jsou i vesnice Křemení, Městečko a Pařezí.
Ve vzdálenosti 7 km jihovýchodně leží město Vlašim, 10 km severozápadně město Benešov. Jihem obce prochází silnice II/112.

## Historie
První písemná zmínka o obci pochází z roku 1250. U zastávky autobusu Chotýšany stojí bývalý zájezdní hostinec Nová hospoda, též známý pod názvem "Na Chotýšce". Ten vystavěl před rokem 1823 - kdy byla císařská silnice dokončena - Jan Jaroš z Pelhřimova. Již při výstavbě silnice zde provozoval kantýnu pro dělníky. Na dvůr se vešlo až 50 povozů a bryček; hostinec byl největším na této silnici, měl velké stáje, přístřeší pro vozy a bohaté zázemí včetně kovárny. Majitel v roce 1834 prodal hostinec Františku Kaňkovi z Červené Řečice. Zlatá doba zájezdních hostinců skončila s železniční tratí č. 222 do Vlašimi.

### Územněsprávní začlenění
Dějiny územněsprávního začleňování zahrnují období od roku 1850 do současnosti. V chronologickém přehledu je uvedena územně administrativní příslušnost obce v roce, kdy ke změně došlo:
- 1850 země česká, kraj České Budějovice, politický okres Benešov, soudní okres Vlašim[5]
- 1855 země česká, kraj Tábor, soudní okres Vlašim
- 1868 země česká, politický okres Benešov, soudní okres Vlašim
- 1937 země česká, politický i soudní okres Vlašim[6]
- 1939 země česká, Oberlandrat Německý Brod, politický i soudní okres Vlašim[7]
- 1942 země česká, Oberlandrat Praha, politický okres Benešov, soudní okres Vlašim[8]
- 1945 země česká, správní i soudní okres Vlašim[9]
- 1949 Pražský kraj, okres Vlašim[10]
- 1960 Středočeský kraj, okres Benešov
- 2003 Středočeský kraj, okres Benešov, obec s rozšířenou působností Benešov

### Rok 1932

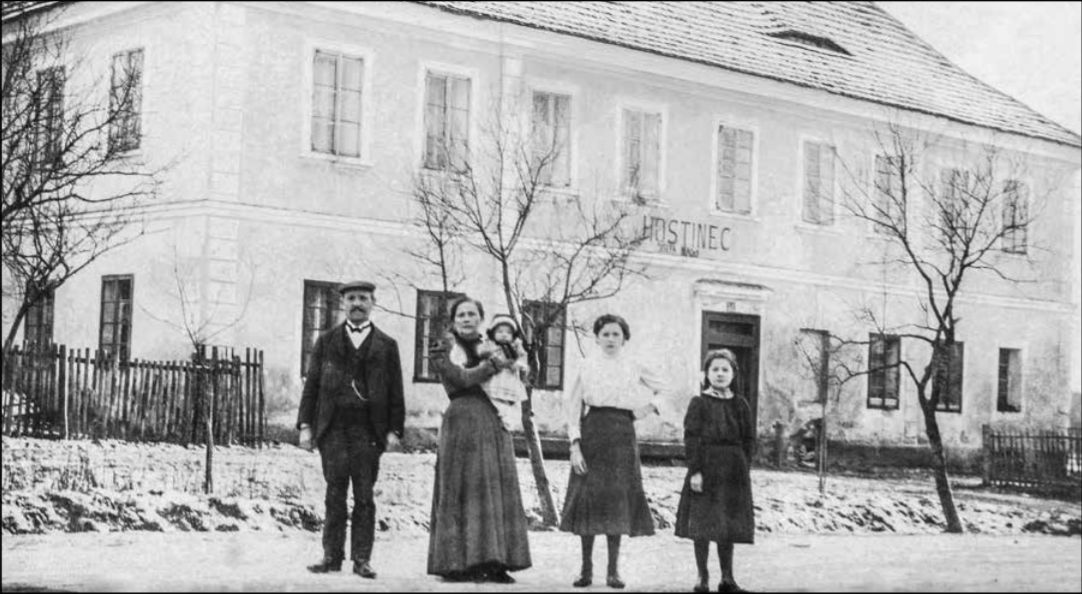
Zájezdní hostinec Chotýška u státní silnice v Chotýšanech, čp. 51, asi z roku 1920 (archiv M. Švarce).

V obci Chotýšany (přísl. Křemení, Pařezí, Onšovice, 574 obyvatel, četnická stanice, katol. kostel) byly v roce 1932 evidovány tyto živnosti a obchody: družstvo pro rozvod elektrické energie v Chotýšanech, 3 hostince, kolář, kovář, krejčí, 2 lihovary, pekař, rolník, řezník, 3 obchody se smíšeným zbožím, Reiffeisenova záložna pro Chotýšany, Spořitelní a záložní spolek pro farní osadu Chotýšanskou, trafika, truhlář, velkostatek Šternberg.
V obci Městečko (přísl. Lhota Veselka, 283 obyvatel, samostatná obec se později stala součástí Chotýšan) byly v roce 1932 evidovány tyto živnosti a obchody: rolník, trafika, velkostatek Samek.

## Pamětihodnosti
- Zámek Chotýšany
- Kostel svatého Havla

## Doprava
Dopravní síť
- Pozemní komunikace – Územím obce vede silnice II/112 Pelhřimov - Vlašim - Chotýšany - Benešov.

- Železnice – Území obce protíná železniční trať 222 Benešov u Prahy - Trhový Štěpánov. Je to jednokolejná regionální trať, mezi Benešovem a Vlašimí byla zahájena doprava roku 1895. Na katastru obce leží železniční zastávka Lhota Veselka.

Veřejná doprava 2012
- Autobusová doprava – Obcí projížděly autobusové linky vedoucí např. do těchto cílů: Benešov, Čechtice, Dolní Kralovice, Jihlava, Kamenice nad Lipou, Ledeč nad Sázavou, Pacov, Pelhřimov, Počátky, Praha, Vlašim.

- Železniční doprava – Po trati 222 mezi Benešovem a Vlašimí jezdilo v pracovních dnech 15 osobních vlaků, o víkendu 8 osobních vlaků.

## Turistika
Obcí vede cyklotrasa č. 0072 Olbramovice - Postupice - Chotýšany - Bílkovice - Divišov - Český Šternberk.

## Další fotografie

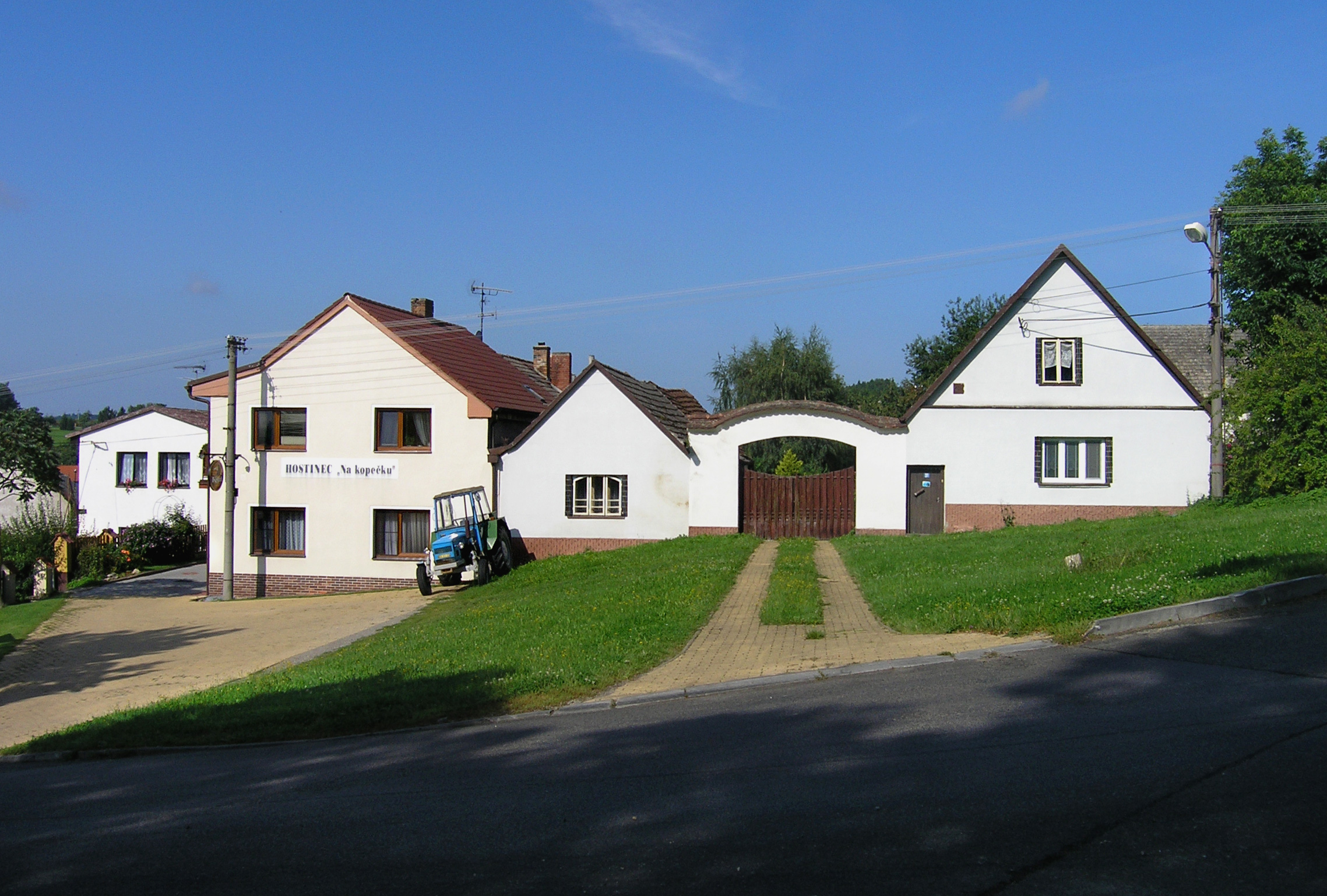
Horní náves
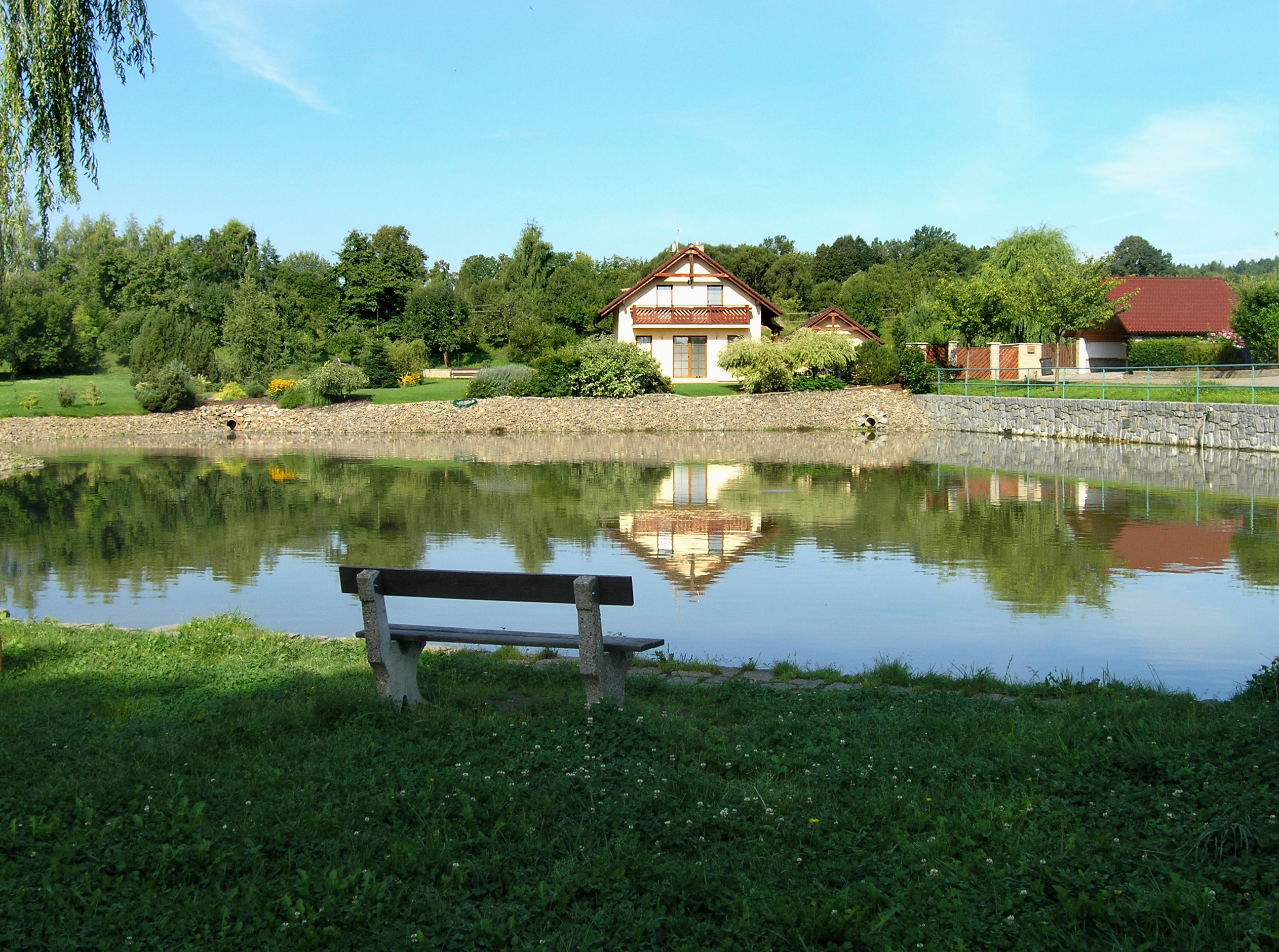
Rybník na dolní návsi
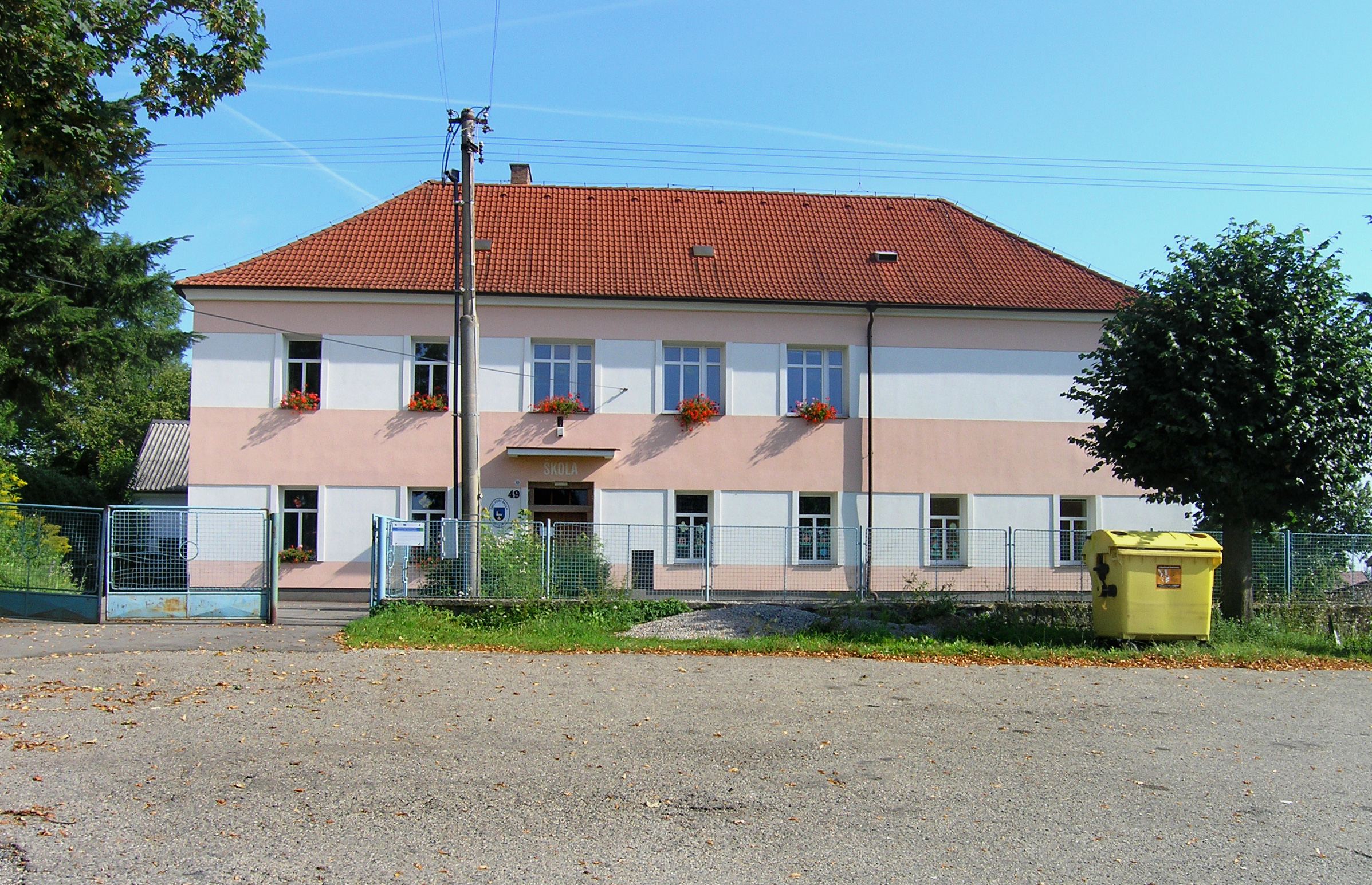
Základní a mateřská škola
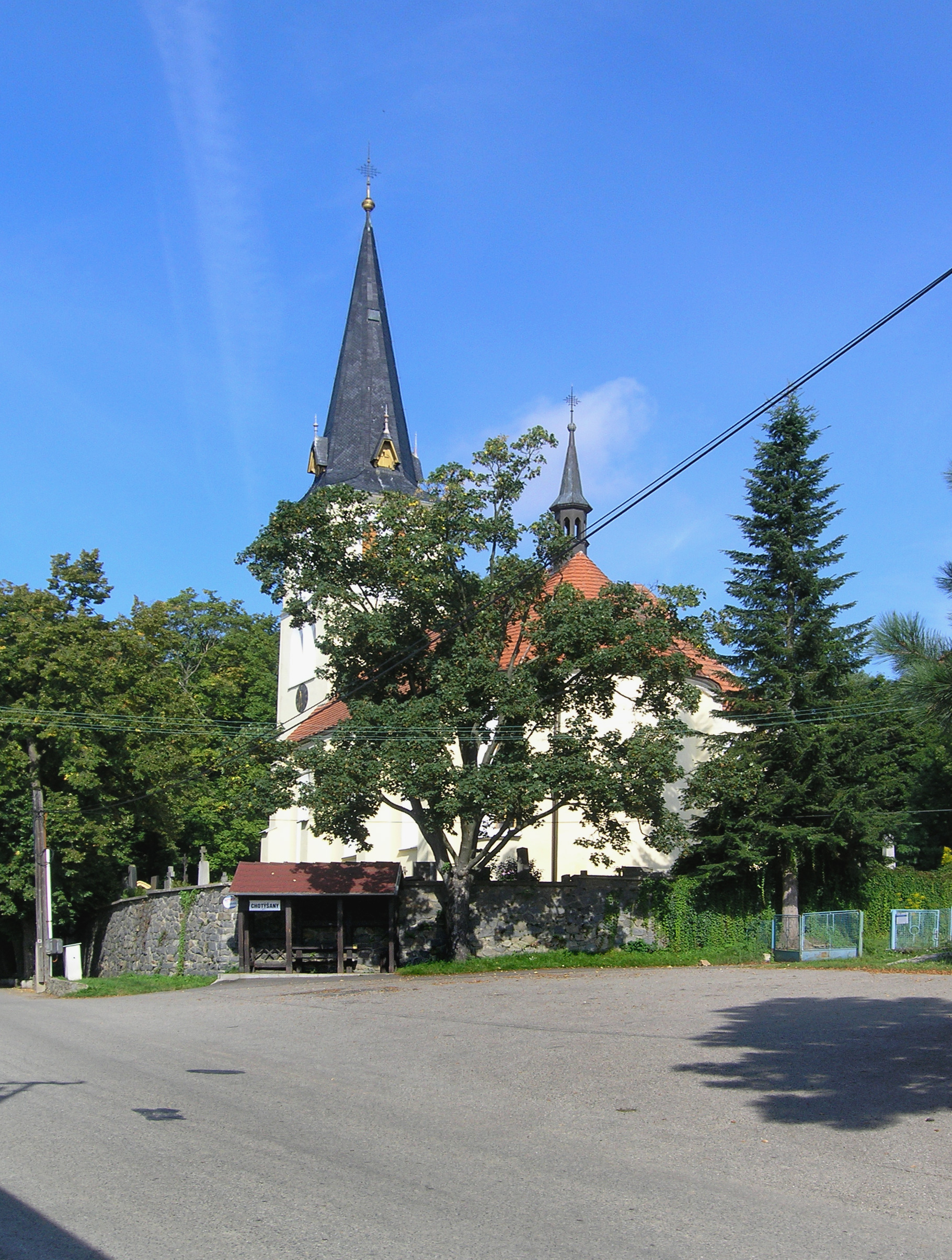
Kostel sv. Havla